# Sint-Maarten in de haven
Sint-Maarten in de haven, ook Sint-Maarten en de bedelaars genoemd, is een gravure van een navolger van de Zuid-Nederlandse schilder Jheronimus Bosch.

## Voorstelling
Centraal op de voorstelling staat de heilige Maarten, die volgens een legende buiten de stadspoort van Amiens een stuk van zijn mantel afsneed om een blinde bedelaar te kleden. Deze prent gaat echter niet zozeer over Sint-Maarten, als wel over het ondankbare gedrag van de bedelaars. De prent wordt toegelicht met de volgende tekst:

De goede Sinte Marten is hier gestelt: onder al dit Cruepel Vuijl arm gespuijs: haer dehlende sijnen mantele inde stede Va gelt: nou vechte se om de proije dit quaet gedruijs

De goede Sint-Maarten is hier voorgesteld, te midden van al dit kreupel, vuil en arm gespuis, terwijl hij zijn mantel met hen deelt in plaats van zijn geld. Nu vechten ze om de prooi, dit kwaad gedruis.

De prent hekelt dus bedelaars, die liever geld ontvangen dan een stuk van Sint-Maartens mantel. Waarom ze liever geld ontvangen, legt de maker uit door ze in plaats van bedelnappen en kalebassen, uit te rusten met schenkkannen. Ze zijn dus vooral geïnteresseerd in alcoholische drank. In de achtergrond vaart een soort zuipschuit met daarop twee grote bier- of wijnvaten, die onder trompetgeschal door de stadsbewoners lijkt te worden onthaald. Bedelaars stonden bij Bosch in een slecht daglicht vanwege hun onmaatschappelijk leven. Ook de burgerij stond in Bosch' tijd vrij vijandig tegenover bedelaars en zag ze het liefst, zoals in deze prent, buiten de stadsmuren.
Op de achtergrond links schijnt, voor het oog van vele toeschouwers op de stadswal, een riddertoernooi plaats te vinden. Volgens Dirk Bax houdt deze voorstelling verband met het Sint-Maartenfeest, dat tegenwoordig nog steeds een bedelfeest is. Tijdens dit feest hielden als ridder verklede bedelaars dergelijke schijntoernooien.

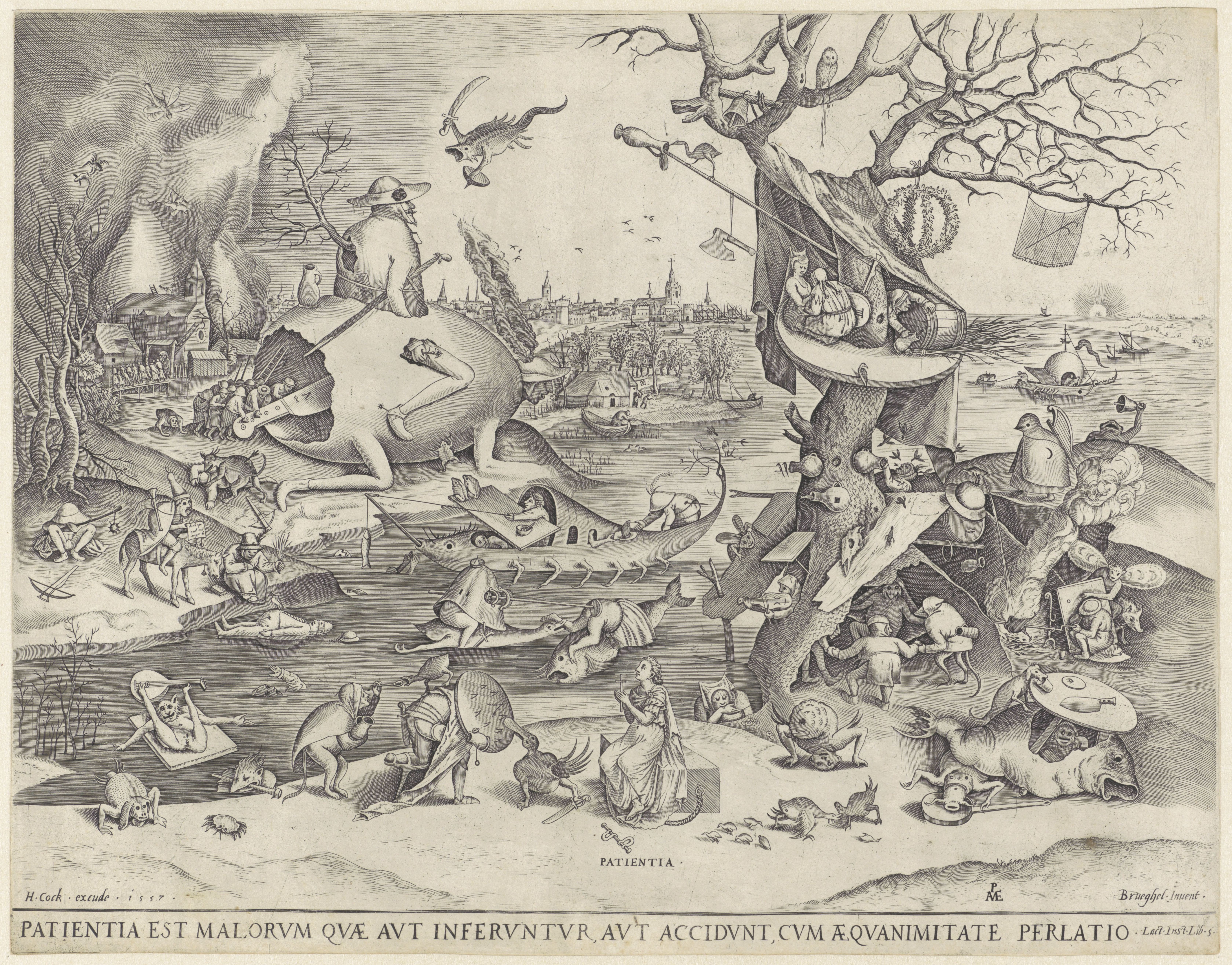
Pieter van der Heyden (naar Pieter Bruegel de Oude). Patientia. 1557. Gravure. Rotterdam, Museum Boijmans Van Beuningen.

## Toeschrijving
De prent is uitgegeven door de Antwerpse uitgever Hieronymus Cock. Op de prent staat rechtsonder vermeld ‘Jheronimus bos inue[n]tor’: bedenker Jheronimus Bosch. In 1598 wordt in het Casa de Tesoro in Madrid een schilderij van Bosch met Sint-Maarten ‘y muchos probres’ (en veel bedelaars) vermeld. Dit schilderij is verloren gegaan en het is onbekend of de prent hieraan ontleend is. Volgens Bax is de prent ontworpen ‘onder invloed van Bosch’.
De suggestie van ruimte door middel van de architectuur van de stad is echter typisch voor het werk van Pieter Bruegel de Oude, bijvoorbeeld op zijn prenten met oorlogsschepen. Ook enkele details komen voor op werk van Bruegel. Zo komt de bedelaar die met omhoog gestrekte benen een muziekinstrument balanceert ook voor op de prent Patientia uit de serie de Zeven deugden, eveneens uitgegeven door Hieronymus Cock.

## Afdrukken
Van de gravure bestaan minstens vier afdrukken, die bewaard worden in de Koninklijke Bibliotheek in Brussel, het Noordbrabants Museum in 's-Hertogenbosch, het Prentenkabinet van Museum Boijmans Van Beuningen en het Museum of Fine Arts in Boston. De hierboven afgebeelde afdruk bevindt zich in het Museum of Fine Arts in Boston.

## Herdruk
In 1601 werd de inboedel van Cocks uitgeverij verkocht, waaronder ‘een coperen plaete van Sinte-Merten van Jheronimus Bosch’. De prent werd vervolgens opnieuw uitgegeven door Joannes Galle met als bijschrift:

La Vie joyeuse et sans souci des estropiés, contemple ung peu tous ces boîteux au beau milieu de leur misère, rire et danser, estre joyeux, sans se soucier de la guerre

Het vrolijke en zorgeloze leven van de kreupelen, sta even stil bij die kreupelen in al hun ellende, te lachen en te dansen, wees vrolijk, zonder je zorgen te maken om de oorlog.